# Boroaia
Boroaia é uma comuna romena localizada no distrito de Suceava, na região de Moldávia. A comuna possui uma área de 73.65 km² e sua população era de 4774 habitantes segundo o censo de 2007.